# Parlamentní volby v Maďarsku 2022

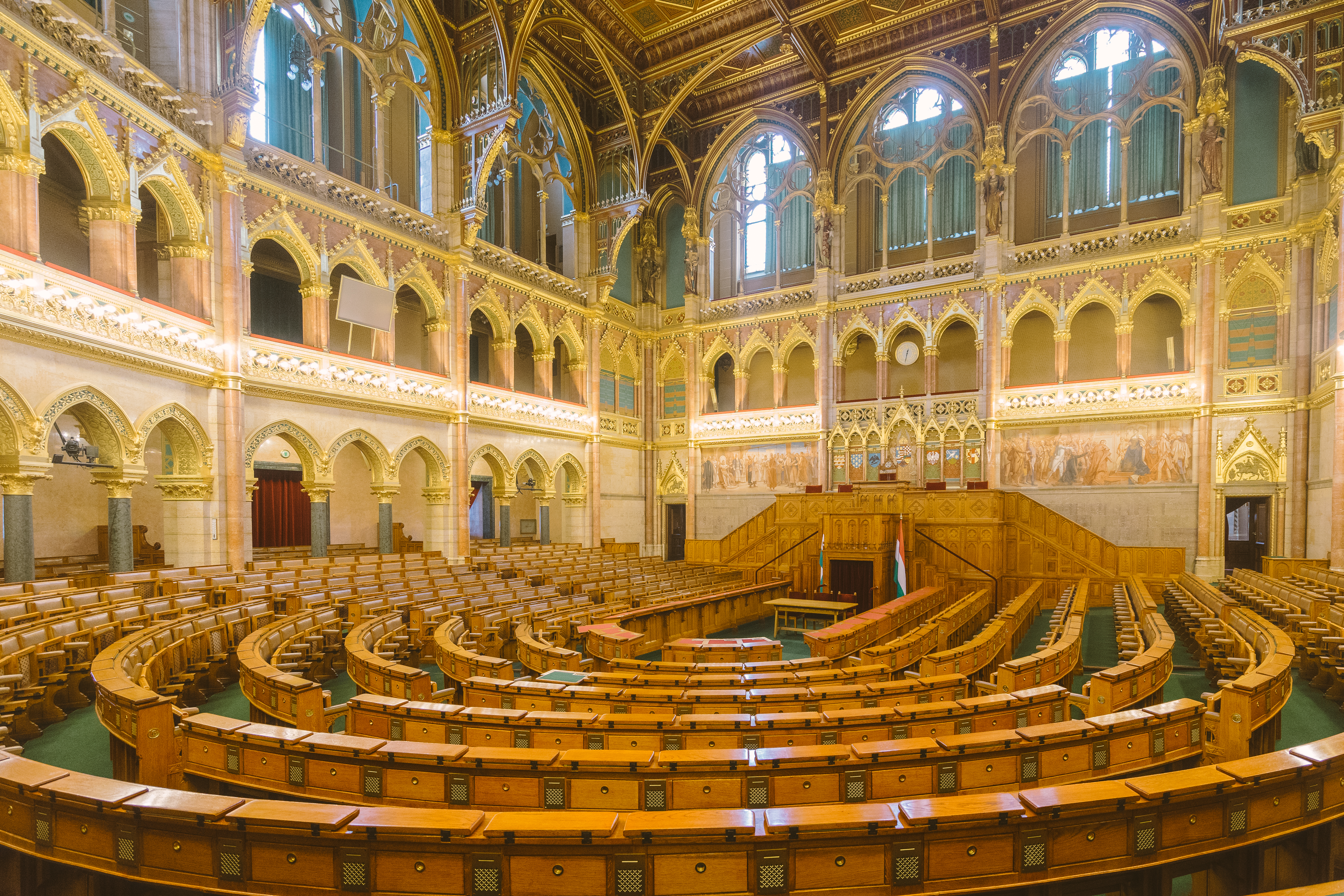
Zasedací místnost v budově parlamentu

Výsledky voleb:
Fidesz–KDNP (135)
Společně pro Maďarsko (57)
Hnutí Naše vlast (6)
Maďarská liberální strana (1)

Parlamentní volby v Maďarsku proběhly 3. dubna 2022. Maďarští voliči zvolili celkem 199 poslanců. Byly to deváté parlamentní volby od změny režimu v roce 1990. Ve volbách opět vyhrála unie stran Fidesz-KDNP úřadujícího premiéra Viktora Orbána.

## Před volbami
Do voleb šla vládnoucí strana Fidesz premiéra Viktora Orbána v koalici s Křesťanskodemokratickou lidovou stranou. Proti ní se postavila středolevicová koalice šesti stran s názvem Společně pro Maďarsko – Demokratická koalice, Hnutí za lepší Maďarsko (Jobbik), Politika může být jiná, Maďarská socialistická strana, Momentum Mozgalom a Dialog za Maďarsko pod vedením Pétera Márki-Zaye. Tato koalice měla společnou kandidátku i v komunálních volbách v říjnu roku 2019, kdy se její kandidát Gergely Karácsony stal primátorem Budapešti. Voleb se zúčastnily i další strany. Z parlamentních jsou to Maďarská liberální strana, Hnutí Naše vlast, ReforMerek, Polgári Válasz, Igen Szolidaritás Magyarországért Mozgalom a Volner Párt. Z neparlamentních jsou to Strana maďarského dvouocasého psa a Maďarská dělnická strana.
Druhé a poslední funkční období prezidenta Jánose Ádera pak skončilo 10. května 2022. Novou prezidentkou zvolil parlament 10. března 2022 kandidátku Fideszu a bývalou ministryni Katalin Novákovou.

## Výsledky
Premiér Viktor Orbán večer 3. dubna oznámil své vítězství a vůdce opozice Peter Marki-Zay přiznal porážku. Po sečtení 100 % hlasů získal Fidesz v koalici s Křesťanskodemokratickou lidovou stranou 52,52 % hlasů a v novém parlamentu získal 135 poslaneckých křesel ze 199. Nadále tedy má ústavní většinu, oproti předchozímu volebnímu období Fidesz navíc posílil o 2 mandáty. Opoziční koalice Společně pro Maďarsko obdržela 36,9 % hlasů a 57 mandátů. Předvolební průzkumy naznačovaly těsnější výsledek a vítězství vládnoucí koalice. Volební účast byla kolem 69,59 %, téměř shodná s účastí u předešlých voleb. Současně s volbami proběhlo referendum o otázkách LGBT. Referendum ovšem nebylo kvůli vysokému množství špatně vyplněných hlasovacích lístků a nízké účasti platné.

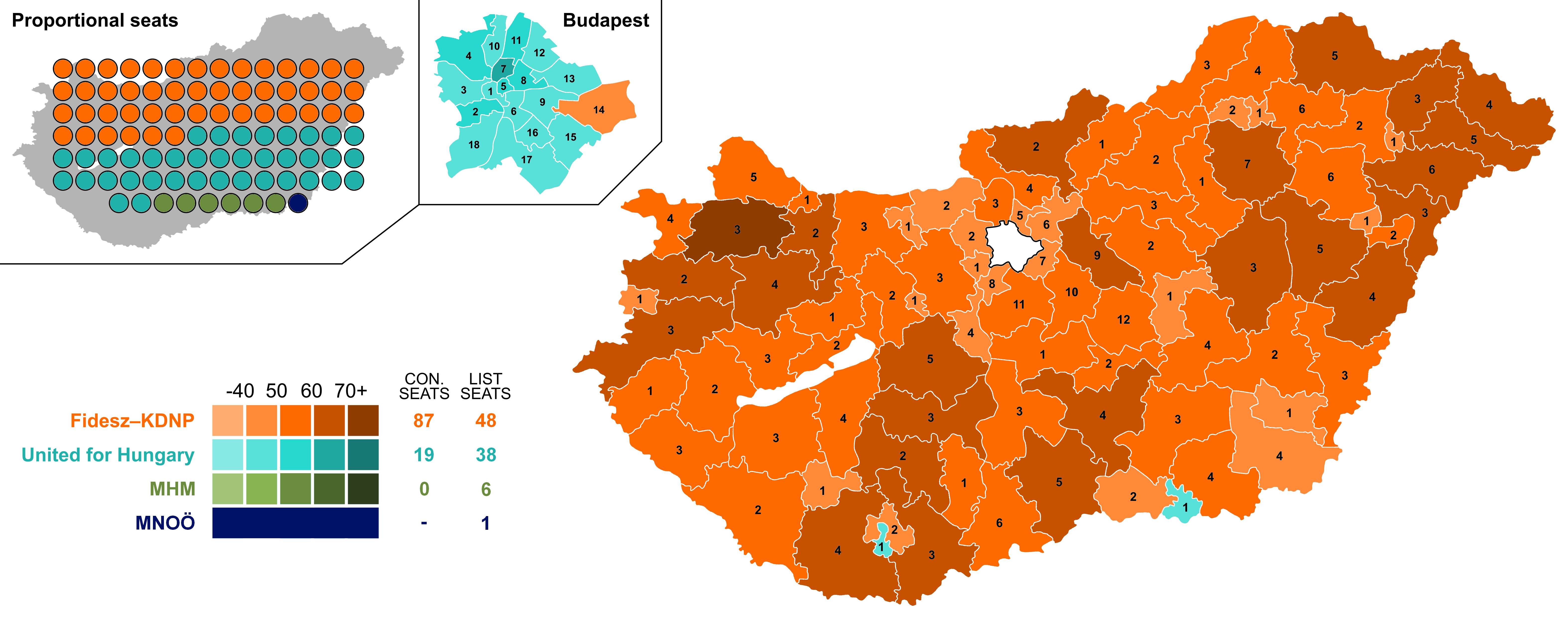
Výsledky po volebních obvodech a výsledky celostátních mandátů